# Musa lolodensis
Musa lolodensis är en enhjärtbladig växtart som beskrevs av Ernest Entwistle Cheesman. Musa lolodensis ingår i släktet bananer, och familjen bananväxter. Inga underarter finns listade i Catalogue of Life.